# Diodora inaequalis
Diodora inaequalis är en snäckart som först beskrevs av Sowerby 1835.  Diodora inaequalis ingår i släktet Diodora och familjen nyckelhålssnäckor. Inga underarter finns listade i Catalogue of Life.

## Bildgalleri

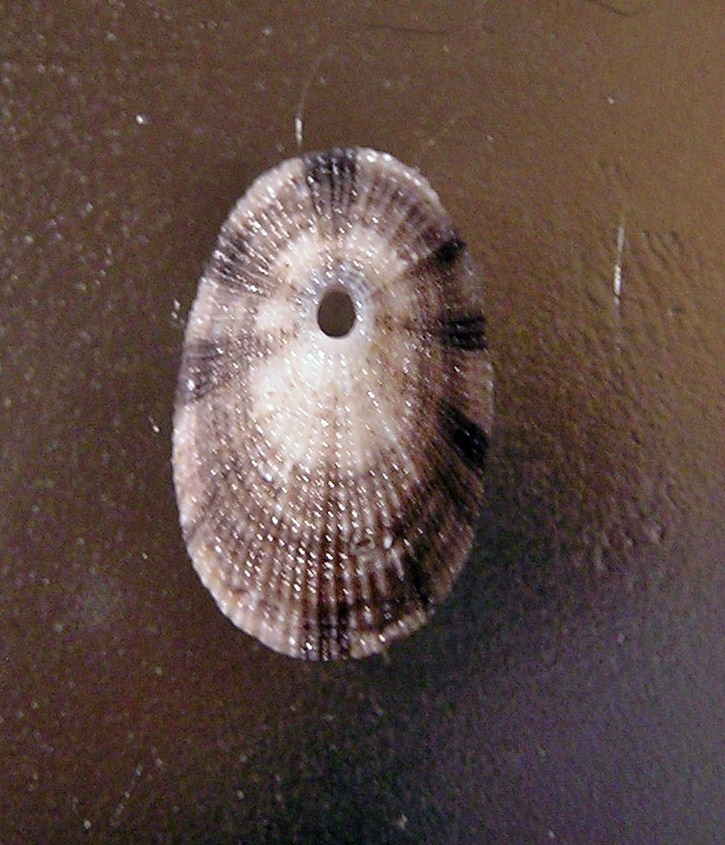
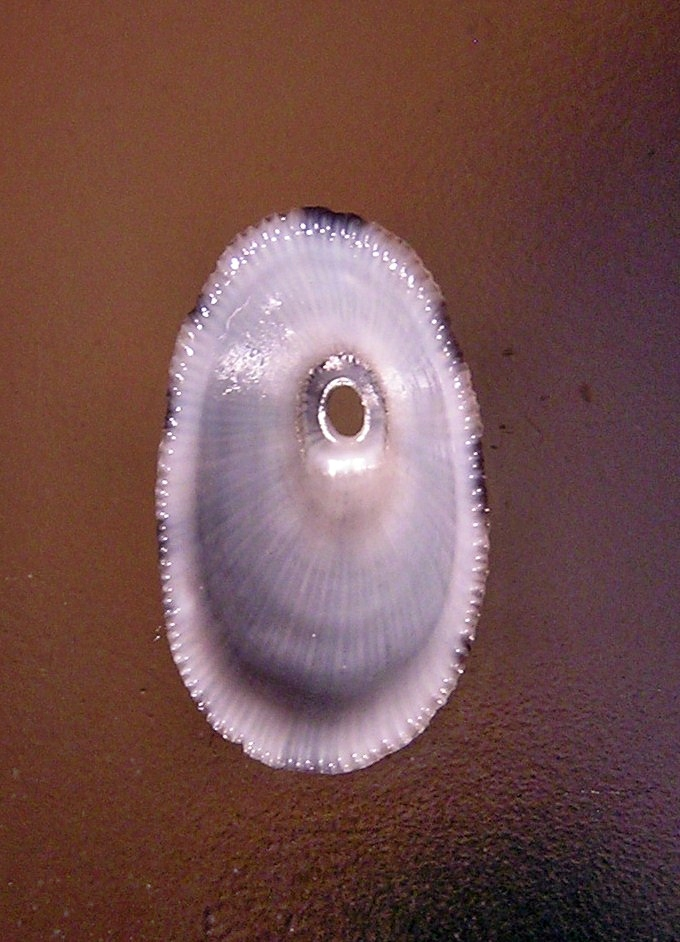
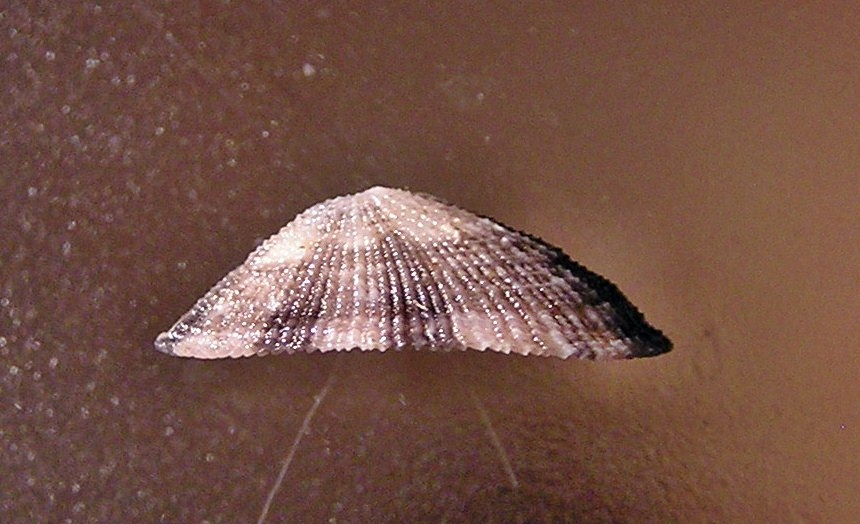